# Ramsay MacDonald
James Ramsay MacDonald FRS (Lossiemouth, 12 de outubro de 1866 — Oceano Atlântico, 9 de novembro de 1937), foi um político britânico, um dos fundadores e dirigentes do Partido Trabalhista Independente e do Partido Trabalhista, foi o primeiro trabalhista a se tornar primeiro-ministro do Reino Unido, no reinado de Jorge V.
Os historiadores dão crédito a MacDonald, junto com Keir Hardie e Arthur Henderson, como um dos três principais fundadores do Partido Trabalhista. Seus discursos, panfletos e livros fez dele um teórico importante, mas ele teve um papel ainda mais importante, como  Líder do Partido Trabalhista. Ele entrou no  Parlamento em 1906 e foi o líder dos deputados trabalhistas entre 1911 e 1914. Sua oposição à Primeira Guerra Mundial tornou-o impopular, e ele foi derrotado em 1918. O desvanecimento das paixões do tempo da guerra tornou mais fácil para um político anti-guerra para encontrar uma plataforma, e ele voltou ao Parlamento, em 1922, que era o ponto em que os trabalhistas substituíram o Partido Liberal como o segundo maior partido.
Seu primeiro governo - formado com o apoio liberal - em 1924, durou nove meses, mas foi derrotado na Eleições Gerais de 1924, quando os conservadores fizeram grandes ganhos em detrimento dos liberais e conquistou a maioria. Não obstante o seu curto mandato, demonstrou que o Partido Trabalhista era suficientemente competente e bem organizado para executar o governo. Um orador poderoso, na década de 1920 ele ganhou grande respeito do público por seu pacifismo.
Inicialmente, ele colocou sua fé na Liga das Nações. No entanto, no início dos anos 1930, ele sentiu que a coesão interna do Império Britânico, uma tarifa protetora e um programa de defesa britânico independente seria o mais sábio na política britânica. As pressões do orçamento e um forte sentimento pacifista popular forçaram uma redução dos orçamentos militares e navais.
Os trabalhistas retornaram ao poder - desta vez como o maior partido - em 1929, mas logo o gabinete foi dominado pela crise da Grande Depressão, em que o governo trabalhista foi dividido por demandas de cortes de gastos públicos para preservar o padrão-ouro. Em 1931, MacDonald formou um Governo Nacional, em que apenas dois de seus colegas trabalhistas concordaram em servir e cuja maioria dos deputados eram de conservadores. Como resultado, MacDonald foi expulso do Partido Trabalhista, que o acusou de traição. O padrão-ouro logo teve que ser abandonado e depois do Motim Naval de Invergordon, o Governo Nacional de MacDonald perdeu nas Eleições Gerais de 1931, em que o Partido Trabalhista era reduzido a um grupo de cerca de 50 cadeiras na Câmara dos Comuns.
MacDonald permaneceu primeiro-ministro do Governo Nacional de 1931 a 1935; durante este tempo a sua saúde se deteriorou rapidamente e ele tornou-se cada vez mais ineficaz como um líder. Retirou-se como primeiro-ministro em 1935, perdendo o seu lugar na eleição geral daquele ano e voltou para um eleitorado diferente, mas permaneceu no gabinete como Lorde presidente do Conselho até aposentar-se do governo em 1937 e de morrer mais tarde naquele ano.

## Biografia
Filho ilegítimo de John MacDonald, um trabalhador rural, e de Anne Ramsay, uma doméstica. Embora registrado no nascimento como James MacDonald Ramsay, ficou conhecido como Jaimie MacDonald. Recebeu sua instrução elementar na igreja livre da escola de Lossiemouth, e depois, em 1875, na escola local da paróquia de Drainie, em  Moray. Em 1881, ele tronou-se professor em Drainie.  Ele ficou neste trabalho até maio de 1885, tomando assistente de clérigo em Bristol.
Em 1866, segue para Londres, por motivos desconhecidos, ainda desempregado. Mas, em pouco tempo, consegue um emprego como caixeiro. Nessa época, aflora sua visão socialista de mundo, quando associa-se à União Socialista, de C.L. Fitzgerald que lutava para progredir os ideais socialistas através do sistema parlamentarista inglês.
Em 13 de novembro de 1887, MacDonald presenciou o Domingo Sangrento, no Trafalgar Square, e em resposta a este acontecimento teve um panfleto publicado com o nome de Remember Trafalgar Square: Tory Terrorism in 1887.
MacDonald manteve um interesse na política escocesa. O primeiro Irish Home Rule Bill de Gladstone inspirou a criação de uma Scottish Home Rule Association em Edimburgo. Em 6 de março de 1888, MacDonald participou de uma reunião de escoceses moradores em Londres, que, em seu movimento, formaram a Comissão Geral de London Scottish Home Rule Association. Ele continuou a apoiar a Lei do Interior para a Escócia, mas com pouco apoio dos escoceses de Londres, o seu entusiasmo para o comitê diminuiu e em 1890 ele pouco participou nos seus trabalhos. No entanto, MacDonald nunca perdeu seu interesse na política escocesa e na Lei do Interior e em seu Socialism: critical and constructive, publicado em 1921, ele escreveu: "a anglificação da Escócia prossegue em ritmo acelerado para o dano de sua educação, sua música, sua literatura, seu gênio, e que a geração que está crescendo sob esta influência é arrancada de seu passado."
Durante um tempo, a política ainda não era tão importante como os estudos. Estudou em Birkbeck Literary and Scientific Institution, mas em conseqüência de uma dieta deficitária, sua saúde foi afetada e acabou forçado a abandonar sua ideia de uma carreira acadêmica.
Em 1888, já reabilitado, MacDonald fez concurso de emprego para ser assessor de Thomas Lough, que era um comerciante de chá e político, eleito depois deputado por West Islington, em 1892, pelo Partido Liberal. Muitas portas acabaram se abrindo para ele. Passou a ter acesso ao clube liberal nacional bem como aos escritórios editoriais de jornais liberais e radicais. Fêz-se também conhecido aos vários clubes radicais de Londres e com os políticos radicais e trabalhistas. MacDonald ganhou a experiência valiosa nos funcionamentos das eleições. Em 1892, deixou o emprego de assessor de Lough para transformar-se num jornalista e não foi imediatamente bem sucedido.

## Política
Em 1893, junto a outros socialistas, dá início ao Partido dos Trabalhadores Independente. Candidata-se por esse partido nas eleições de 1894, por Southampton, mas não lograria êxito.  Durante esta campanha, acabaria conhecendo Margaret Gladstone, filha de John Hall Gladstone. Ela era uma socialista cristã, e apesar das diferenças ideológicas, acabariam casando-se em 1897. Ela passou a financiar as campanhas de MacDonald, já que seu pai era muito rico. A família Gladstone era muito ligada aos liberais, sendo membros importantes desta família William Ewart Gladstone, ex-primeiro-ministro e Herbert Gladstone, líder do partido na sequência. Os dois viajaram muito naquela década, por vários países, dando a MacDonald a oportunidade de encontrar-se com líderes socialistas de outros países e ajudado lhe desenvolver uma compreensão boa das mesmas ideologias, no campo político internacional. 
Candidatou-se, ainda, em 1900, por Leicester, também sendo derrotado.

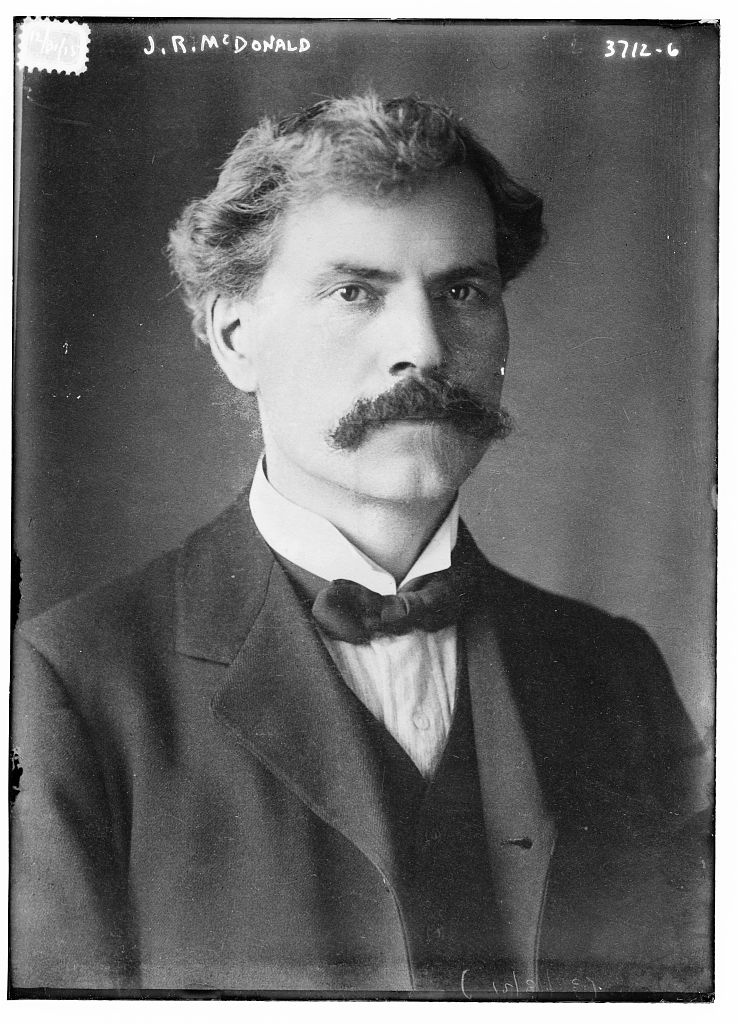
MacDonald em 1916.

Recandidata-se em 1906, sendo eleito para o parlamento pelo Partido Trabalhista, que já havia incorporado o Partido Trabalhista Independente. Em 1911, MacDonald tornou-se líder partidário (formalmente "Presidente Parlamentar do Partido Trabalhista"), mas dentro de um curto período de tempo a sua esposa ficou doente com envenenamento do sangue e morreu. Isso afetou MacDonald muito. MacDonald sempre teve um grande interesse em assuntos estrangeiros e sabia de sua visita a África do Sul logo após a Guerra dos Bôeres ter terminado, sobre os efeitos que o conflito moderno teria. Embora o trabalho parlamentar do partido geralmente tivesse uma opinião anti-guerra, quando a guerra foi declarada em agosto de 1914, o patriotismo veio à tona. Os trabalhistas apoiaram o governo no seu pedido de £ 100.000.000 de créditos de guerra e, como MacDonald não poderia suportar isso, ele pediu demissão da presidência. Arthur Henderson se tornou o novo líder, enquanto MacDonald assumiu o posto de tesoureiro do partido. Durante a primeira parte da guerra, ele foi extremamente impopular e foi acusado de traição e covardia. Horatio Bottomley o atacou através de sua revista John Bull, em setembro de 1915 publicando um artigo trazendo detalhes do nascimento do MacDonald e seu chamado dolo em não revelar seu nome verdadeiro. Sua ilegitimidade não era segredo e ele não parecia ter sofrido por isso, mas de acordo com a revista ele tinha usando um nome falso, assim teve acesso ao parlamento falsamente, e deveria sofrer sanções pesadas e ter sua eleição anulada. MacDonald recebeu muito apoio, mas a maneira em que foram feitas as divulgações públicas o tinha afetado.
MacDonald perdeu seu assento em 1918, mas retornou mais tarde, em 1922, para representar o pequeno distrito eleitoral galês de Aberavon. Nestas eleições, os trabalhistas substituíram os liberais como o principal partido de oposição ao governo conservador de Stanley Baldwin, fazendo de MacDonald líder da oposição. Nessa época ele havia se afastado do trabalho de esquerda e abandonou o socialismo de sua juventude - ele se opôs fortemente a onda de radicalismo que varreu o movimento operário, na esteira da Revolução Russa de 1917 - e tornou-se um determinado inimigo de comunismo. Ao contrário do Partido Socialista Francês e o SPD alemão, o Partido Trabalhista não dividiu-se e o Partido Comunista da Grã-Bretanha manteve-se pequeno e isolado.
MacDonald tornou-se conhecido pela retórica "vaga", como a ocasião da Conferência do Partido Trabalhista de 1930 em Llandudno quando ele apareceu para dizer que o desemprego poderia ser resolvido ao incentivar os desempregados a voltar aos campos, " onde eles cultivam, crescem e semeam e colhem". Igualmente houve momentos em que era claro o que suas políticas eram. Já havia algum mal-estar no partido sobre o que ele faria se os trabalhistas fossem capazes de formar um governo. Na eleição de 1923, os conservadores perderam a maioria, e quando eles perderam um voto de confiança na Câmara em janeiro de 1924 Jorge V chamou MacDonald para formar um governo minoritário trabalhista, com o apoio tácito dos liberais sob Asquith. Ele se tornou o primeiro primeiro-ministro trabalhista, o primeiro oriundo da classe trabalhadora e um dos poucos sem uma educação universitária.

## Primeiro-Ministro

### Primeiro mandato (1924)
A formação de um governo com a minoria deu-se pela coalizão com os Liberais, para a formação do primeiro gabinete. Com a frágil maioria, ainda em 1924, MacDonald convocou eleições gerais, sendo nesta ocasião derrotado pelos Conservadores. Durante a campanha, um jornal publicou a famosa “Carta de Zinoviev”. Embora mais tarde ter-se comprovado ser uma fraude, a carta arruinou as credenciais anti-comunistas de MacDonald. 
Seu principal ato durante este primeiro mandato foi o Wheatley Housing Act, que foi um programa de construção de edifícios com 500.000 apartamentos para o aluguel às famílias de trabalhadores (proletariado). Durante este primeiro mandato, em setembro, fez um discurso à Liga das Nações, em Genebra, em que o principal tema era o desarmamento geral da Europa, que foi recebido com grande aclamação. 

#### Relações exteriores
MacDonald tinha sido porta-voz para o internacionalismo no movimento trabalhista. No começo, ele beirava o pacifismo. Ele fundou a União de Controle Democrático no início de 1914 para promover objetivos socialistas internacionais, mas foi dominado pela guerra. Seu livro de 1916, National Defence, revelou a sua própria visão de longo prazo para a paz. Apesar de desapontado com os termos duros do Tratado de Versalhes, apoiou a Liga das Nações em 1930, mas ele sentiu que a coesão interna do Império Britânico e um forte programa de defesa britânico independente poderia vir a ser o mais sábio na política do governo britânico.
MacDonald mudou em março de 1924, para terminar as obras de construção da base militar de Cingapura, apesar da forte oposição do Almirantado. MacDonald acreditava que a construção da base colocaria em risco a conferência de desarmamento. O Primeiro Lorde do Mar, Lorde Beatty, considerou a ausência de uma base como perigosa, colocando em perigo o comércio e os territórios britânicos a leste de Aden e significaria que a segurança do Império Britânico no Extremo Oriente estaria dependente da boa vontade do Japão.
Em junho de 1924, MacDonald convocou uma conferência em Londres dos Aliados da Primeira Guerra Mundial e alcançou um acordo sobre um novo plano para resolver a questão das reparações e da ocupação francesa do Ruhr. Delegados alemães depois juntaram-se a reunião e a resolução de Londres foi assinada. Isto foi seguido por um tratado comercial anglo-alemã. Outro grande triunfo para MacDonald foi a conferência realizada em Londres, em julho e agosto de 1924 a lidar com a implementação do Plano Dawes. MacDonald, que aceitou o ponto de vista do economista John Maynard Keynes de que as reparações alemãs seriam impossíveis de pagar com sucesso pressionou o primeiro-ministro francês Édouard Herriot em toda uma série de concessões para a Alemanha.

Em 1927, foi recebido pelo presidente norte-americano Calvin Coolidge. Na imagem, estão ao lado Sir Esme Howard, embaixador britânico e sua filha, Ishbel McDonald.

Um espectador britânico comentou que "a Conferência de Londres foi para o "homem da rua francês" um longo calvário... quando viu Herriot abandonar uma a uma as posses estimadas de preponderância francesa na Comissão de Reparações, o direito de sanções em caso de inadimplência alemã, a ocupação econômica do Ruhr, a ferrovia franco-belga Régie, e, finalmente, a ocupação militar do Ruhr dentro de um ano". MacDonald estava orgulhoso do que tinha sido alcançado, que era a auge de conquistas de seu curto governo. Em setembro, ele fez um discurso na Assembléia da Liga das Nações em Genebra, cujo principal impulso era para o desarmamento geral europeu, que foi recebido com grande aclamação.
Mas antes de tudo isso o Reino Unido reconheceu a União Soviética e MacDonald informou ao parlamento em fevereiro de 1924 que começaria a negociar um tratado com a União Soviética. O tratado foi para cobrir o comércio anglo-soviético e a situação dos detentores de títulos britânicos que tinham contraído com o governo russo pré-revolucionário e que tinha sido rejeitado pelos bolcheviques. Houve, de fato, dois tratados. Um cobrindo assuntos comerciais e outro para cobrir uma discussão futura, bastante vago, sobre o problema dos detentores de títulos. Se e quando os tratados fossem assinados, então o governo britânico iria concluir um novo tratado e garantir um empréstimo para os bolcheviques. Os tratados não eram populares nem entre os conservadores, nem entre os liberais e, em setembro, criticaram o empréstimo tão veementemente que a negociação com eles parecia impossível.
No entanto, foi o "Caso Campbell" - a revogação de processar o jornal de esquerda "Workers' Weekly" envolvendo as charges de um editor do jornal por alegada "incitação ao motim" causada por sua publicação de uma carta aberta provocativa aos membros das forças armadas - que determinou seu destino. Os conservadores estenderam uma moção de censura, à qual os liberais acrescentaram uma emenda. O Gabinete de MacDonald resolveu tratar tanto movimentos como questões de confiança, que se aprovada, seria necessário uma dissolução do governo. A alteração Liberal realizada e o rei deu a dissolução do parlamento no dia seguinte. Os temas que dominaram a campanha eleitoral foram, sem surpresa, o caso Campbell e os tratados russos que logo combinados em uma simples questão da ameaça bolchevique.

### Segundo mandato (1929-1931)

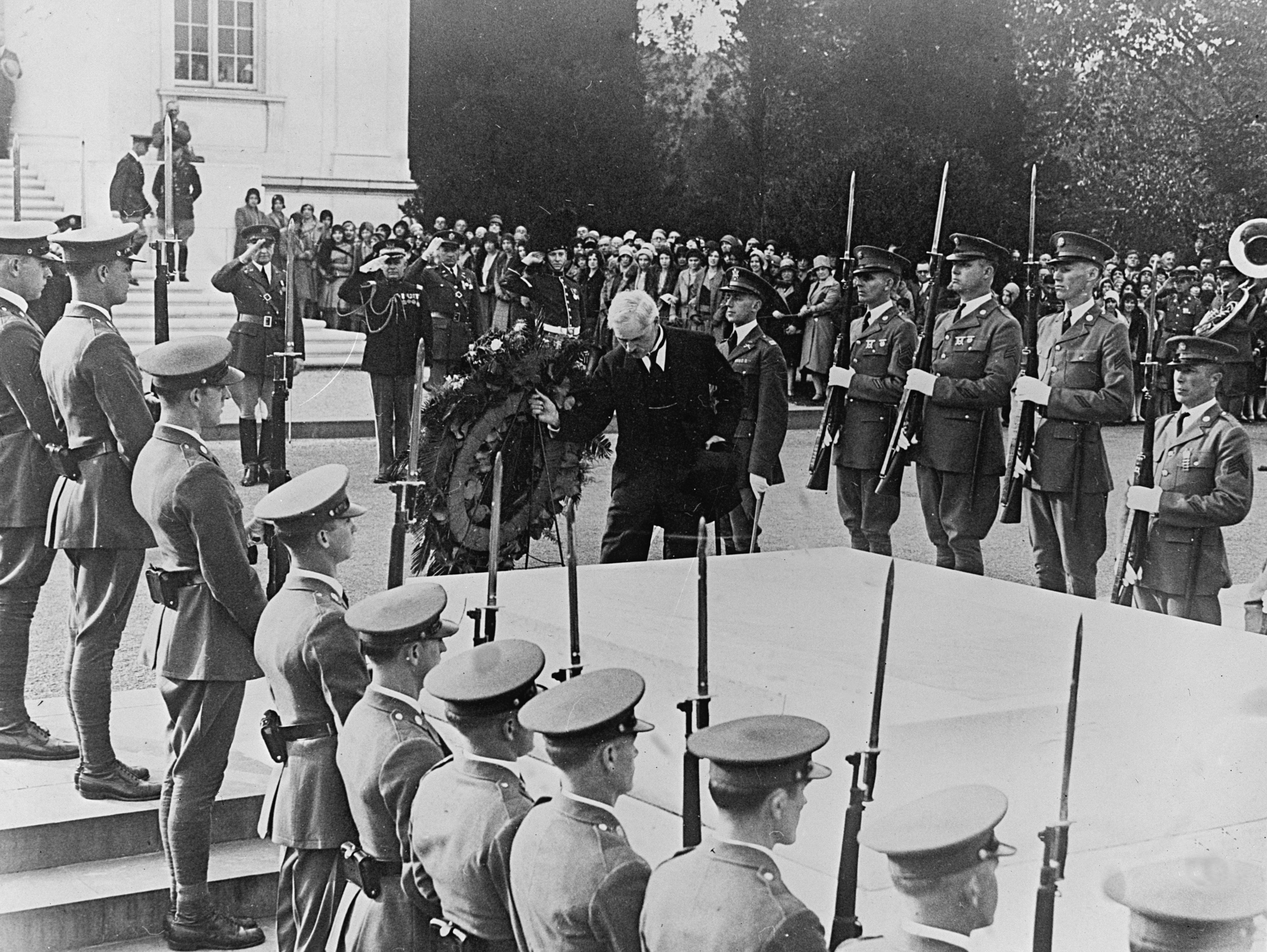
MacDonald no Monumento ao Soldado Desconhecido, em 9 de outubro de 1929.

Após o período de oposição, no Governo Baldwin, nas eleições gerais de 1929, os trabalhistas conquistaram 288 cadeiras, contra 260 dos conservadores. A conquista de 59 cadeiras pelos Liberais, liderados por David Lloyd George, garantiu nova coalizão para a formação do Governo. Mais forte que no mandato anterior, MacDonald conseguiu aprovar, neste mandato, a melhoria nas pensões de aposentadoria, aumento do seguro de desemprego e uma lei para melhorar salários e condições na indústria de carvão. Durante este governo, assumiu a primeira mulher como ministra na Grã-Bretanha, Margaret Bondfield. 
No entanto, uma tentativa do ministro da Educação, Charles Trevelyan, para introduzir um ato para aumentar a idade de conclusão da escolaridade para 15 anos foi derrotada pela oposição de católicos romanos trabalhistas, que temiam que os custos levaria a aumentar o controle da autoridade local sobre escolas religiosas. Nos assuntos internacionais, ele também convocou uma conferência em Londres, com os líderes do Congresso Nacional Indiano, em que ele ofereceu governo responsável, mas não independência, para a Índia. Em abril de 1930, ele negociou um tratado limitando os armamentos navais com os Estados Unidos e o Japão.

#### A grande depressão
Durante este mandato, ocorreu a Grande Depressão de 1929, com a quebra das bolsas americanas, tendo efeitos devastadores na economia mundial da época.
MacDonald pediu ao rei Jorge V que formasse uma comissão para estudar e discutir o problema econômico da Grã-Bretanha. Quando este comitê produziu seu relatório, em julho de 1931, sugeriu que o governo deveria reduzir sua despesa em £97,000,000, incluindo benefícios de auxílio-desemprego na ordem de £67,000,000. MacDonald, e seu ministro da Economia, Philip Snowden, aceitaram o relatório, mas quando a matéria foi discutida pelo gabinete, a maioria votou de encontro às medidas sugeridas pelo comitê. Com esta derrota, MacDonald renunciou. 
Entretanto, o rei Jorge V convenceria MacDonald a formar um novo governo de coalizão, desta vez contando com os Liberais e com os Conservadores.

### Terceiro mandato (1931-1935)

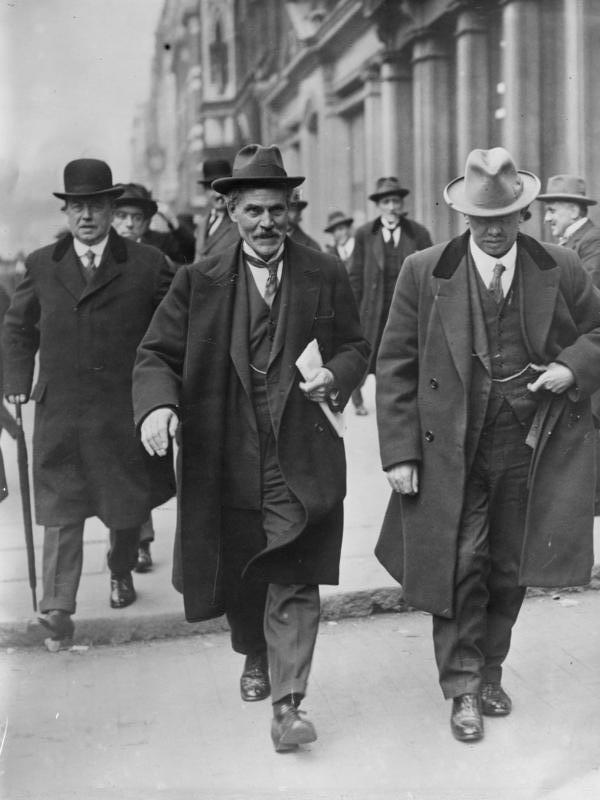
O primeiro-ministro inglês McDonald (centro) e o ministro inglês das Relações Exteriores Arthur Henderson (à esquerda), que em 1931 estavam em Berlim para reuniões importantes.

#### Formação do governo
O Partido Trabalhista recusou-se a estabelecer uma coalizão com os Conservadores, entretanto, MacDonald ainda assim, formou o novo gabinete, de Governo Nacional. MacDonald, Snowden e Thomas foram rapidamente expulsos do Partido Trabalhista e, posteriormente, formou-se uma nova Organização Nacional do Trabalho, que recebeu pouco apoio no país ou dos sindicatos. Havia grande rancor no movimento operário com o movimento de MacDonald. Distúrbios em massa ocorreram em protestos em Glasgow e Manchester. Muitos no Partido Trabalhista viram isso como um movimento cínico de MacDonald para resgatar sua carreira, e o acusaram de "traição". MacDonald, no entanto, argumentou que o sacrifício era para o bem comum.

#### Eleição
MacDonald não queria que uma eleição imediata, mas os conservadores obrigaram-no a aceitar uma em outubro de 1931. Nas eleições gerais no Reino Unido em 1931 o Governo Nacional ganhou 554 assentos, compreendendo 473 conservadores, 13 trabalhistas nacionais, 68 liberais (liberais nacionais e liberais) e vários outros, enquanto o Partido Trabalhista, agora liderado por Arthur Henderson, venceu apenas 52 e os liberais de Lloyd George, quatro. Henderson e seu vice J. R. Clynes perderam seus assentos na pior derrota da história do Partido Trabalhista. O desempenho desastroso do Partido Trabalhista na eleição 1931 aumentou em  muito a amargura sentida por ex-colegas de MacDonald em relação a ele. MacDonald estava realmente chateado de ver o Partido Trabalhista tão derrotado na eleição. Ele havia considerado o Governo Nacional como uma medida temporária, e tinha a esperança de voltar para o Partido Trabalhista.

#### Governo Nacional
A grande maioria do Governo Nacional deixou MacDonald com o maior mandato já ganho por um primeiro-ministro britânico em uma eleição democrática, mas MacDonald tinha apenas um pequeno séquito de homens trabalhistas nacionais no Parlamento. Ele foi envelhecendo rapidamente, e era cada vez mais uma figura apenas representativa. No controle da política interna estavam os conservadores Stanley Baldwin como Lorde Presidente e Neville Chamberlain como o ministro das Finanças, em conjunto com Liberal Nacional Walter Runciman na Junta Comercial. MacDonald, Chamberlain e Runciman planejaram uma política tarifária de compromisso, que parou de protecionismo ao terminar o livre comércio e, na Conferência de Ottawa em 1932, cimentou as relações comerciais com a Commonwealth.
Para conter a crise econômica, em 1931, mais cortes em salários e programas de ajuda social foram realizadas, e o imposto de renda nacional, foi aumentado. Estas medidas somente pioraram a situação socio-econômica do país, e em 1932, ápice da Grande Depressão no Reino Unido, as taxas de desemprego eram de 25%. Foi somente com o abandono do padrão-ouro e a instalação de tarifas alfandegárias para produtos importados de qualquer país que não fossem parte do Império Britânico, que a economia britânica passou a gradualmente recuperar-se.
Entretanto, desamparado por seu próprio partido, era agora um prisioneiro do partido conservador, e em 1935 foi facilmente excluído do poder.

## Críticas
Clement Attlee escreveu sobre MacDonald em sua autobiografia:
| “ | No passado eu vi MacDonald como um grande líder. Ele tinha uma fina presença e grande poder de oratória. A linha impopular que ele adotou durante a I Guerra Mundial deu a ele a pecha de homem de grande caráter. Apesar de alguns fatos negativos, não deixei de admirá-lo até que ele retornou ao governo pela segunda vez. Então percebi sua relutância para adotar ações positivas e notei, decepcionado, sua imensa vaidade e esnobação, além do fato dele me falar mal de seus colegas de Gabinete, tudo isto me causou enorme decepção. Eu de fato não podia esperar que ele pudesse perpetrar a grandeza política de nosso país. Percebi que Snowden tinha se transformado num dócil discípulo da ortodoxia financeira. Mas eu não esperava que ele se tornasse vitima da violenta aversão daqueles que servia com lealdade. O choque para o partido foi enorme, especialmente para os trabalhadores que fizeram grandes sacrifícios por aquele homem. Muitos membros do Governo, dentre eles, eu, estavam seriamente descontentes pela falta de uma política construtiva exibida pelos membros do Governo. Percebíamos também um estranhamento entre MacDonald e os membros do partido. Ele se mantinha envolvido com pessoas que não partilhavam a visão do partido. Esta oposição não se cristalizou por causa da lealdade do único homem que poderia assumir o lugar de MacDonald: Arthur Henderson. Apesar da queda das medidas políticas adotadas, MacDonald e Snowden convenceram o partido à formação de um Comitê de Economia, sob o comando de Sir George May, chairmam da Prudential Insurance Company. As conseqüências já eram previstas. As propostas eram direcionadas para cortar os serviços sociais e, especialmente os benefícios dos desempregados. O remédio deles para uma crise econômica encabeçada pelo excesso de commodities sobre efetiva demanda foi cortar o poder de compra da massa dos trabalhadores. A maioria rejeitou aquelas propostas e foi por ai que o Governo quebrou. MacDonald teve que se resignar a aceitar uma Comissão Real para formar um Governo Nacional. | ” |